# Archivsparten
Die Archivsparten fassen im Archivwesen die Archive nach ihren Typen zusammen. Man orientiert sich dabei überwiegend nach den Rechtsträgern der Archive.

## Überblick
In Deutschland teilt man die Archive traditionell in acht Sparten ein – sie entsprechen den Fachgruppen des Berufsverbands Verband deutscher Archivarinnen und Archivare (VdA):
- Staatliche Archive
- Kommunalarchive
- Kirchliche Archive
- Herrschafts-, Haus- und Familienarchive (Adelsarchive)
- Wirtschaftsarchive
- Parlaments-, Partei-, Stiftungs- und Verbandsarchive
- Medienarchive
- Hochschularchive und Archive wissenschaftlicher Institutionen
- Freie/Alternative/Sonstige Archive (die Freien Archive bilden im VdA keine eigene Fachgruppe, sondern sind in einem Arbeitskreis organisiert)

## Unterteilungen

### Staatliche Archive
Zu den staatlichen Archiven zählen das Bundesarchiv, das Politische Archiv des Auswärtigen Amts, das Archiv des Bundesbeauftragten für die Unterlagen des Staatssicherheitsdienstes der ehemaligen DDR, das Geheime Staatsarchiv Preußischer Kulturbesitz sowie die von den Bundesländern getragenen Staatsarchive bzw. Landesarchive.
Siehe auch:
- Liste staatlicher Archive

### Kommunalarchive
Archive der kommunalen Gebietskörperschaften sind Stadtarchive, Kreisarchive und Gemeindearchive. Als größtes kommunales Archiv nördlich der Alpen gilt das Historische Archiv der Stadt Köln. Ein weiteres deutsches Kommunalarchiv von überregionaler Bedeutung ist das Institut für Stadtgeschichte in Frankfurt am Main. Die ursprünglich ebenfalls kommunalen Archive der drei Stadtstaaten Berlin, Bremen und Hamburg haben den Status eines staatlichen Archivs.
Siehe auch:
- Liste kommunaler Archive

### Kirchliche Archive
Im Bereich der Kirchen bestehen neben den Archiven der evangelischen Landeskirchen und den Bistums- oder Diözesanarchiven der katholischen Kirche vereinzelt öffentlich zugängliche Kirchenarchive auch auf den Ebenen der Kirchenkreise bzw. Dekanate und der Kirchengemeinden (Pfarrarchive). Auch die evangelischen Freikirchen haben Archive eingerichtet. Daneben gibt es noch zahlreiche Archive selbständiger kirchlicher Organisationen und Einrichtungen wie Ordensarchive, Verbandsarchive und Archive diakonischer Einrichtungen.
Siehe auch:
- Liste von Kirchenarchiven
- als Dachverband: Verband kirchlicher Archive

### Herrschafts-, Haus- und Familienarchive (Adelsarchive)
Bei den Adelsarchiven handelt es sich um Privatarchive, die in sehr unterschiedlicher Weise gepflegt werden und zugänglich sind. Häufig sind sie in staatlichen Archiven oder wissenschaftlichen Bibliotheken deponiert und werden von Staatsarchivaren und historisch ausgebildeten wissenschaftlichen Bibliothekarinnen betreut. In Nordrhein-Westfalen liegt die Pflege der Adelsarchive bei den Archivämtern (LWL-Archivamt für Westfalen und LVR-Archivberatungs- und Fortbildungszentrum).
- Deutsches Adelsarchiv Marburg
- Gerlach-Archiv, Erlangen

### Wirtschaftsarchive
Diese Gruppe umfasst die regionalen Wirtschaftsarchive, getragen meist von den Industrie- und Handelskammern, als einziges größeres Branchenarchiv das Bergbauarchiv in Bochum, sowie die Unternehmens- oder Firmenarchive (es gibt etwa 200 institutionell ausgebaute Unternehmensarchive in Deutschland).
Siehe auch:
- Historisches Archiv Krupp
- Berlin-Brandenburgisches Wirtschaftsarchiv
- Wirtschaftsarchiv Nord-West-Niedersachsen
- Hessisches Wirtschaftsarchiv, Darmstadt
- Rheinisch-Westfälisches Wirtschaftsarchiv Köln
- Westfälisches Wirtschaftsarchiv Dortmund
- Bayerisches Wirtschaftsarchiv München
- Wirtschaftsarchiv Baden-Württemberg Stuttgart
- Schweizerisches Wirtschaftsarchiv, Basel

### Parlaments-, Partei-, Stiftungs- und Verbandsarchive
Die Parlamente des Bundes und der Länder geben ihre Unterlagen nicht an die Staatsarchive ab, sondern unterhalten eigene Parlamentsarchive. Die Archive der sechs im Bundestag vertretenen politischen Parteien sind bei den Parteistiftungen angesiedelt. Hier werden neben den Parteiunterlagen auch die Akten aus den Bundestags- und Landtagsfraktionen sowie insbesondere die Nachlässe von Politikerinnen und Politikern archiviert. Zu dieser Gruppe zählen auch die Archive von Gewerkschaften und Verbänden.
Das britische Parlament hat die Parliamentary Archives.
Siehe auch
- Archiv Demokratischer Sozialismus der Rosa-Luxemburg-Stiftung, Berlin
- Archiv der sozialen Demokratie (AdsD) der Friedrich-Ebert-Stiftung, Bonn
- Archiv des Liberalismus (ADL) der Friedrich-Naumann-Stiftung für die Freiheit, Gummersbach
- Archiv für Christlich-Demokratische Politik (ACDP) der Konrad-Adenauer-Stiftung, Sankt Augustin
- Archiv für Christlich-Soziale Politik (ACSP) der Hanns-Seidel-Stiftung, München
- Archiv Grünes Gedächtnis (AGG) der Heinrich-Böll-Stiftung, Berlin

- Archiv des Bayerischen Landtags, München
- Library of Congress, USA

### Medienarchive
Medienarchive sind von der „klassischen“ Definition eines Archivs am weitesten entfernt, da man sich dort eher am beruflichen Leitbild der Dokumentare orientiert. Zu ihnen zählen die Archive der öffentlich-rechtlichen und privaten Rundfunk- und Fernsehanstalten, die Archive der Printmedien und die Bildarchive. Bei Verlagen wird die kontinuierliche Sammlung aller Druckerzeugnisse auch Herstellungsarchiv genannt. Im Bereich des Journalismus, wo kurze, schnelle Informationen benötigt werden, sind Zeitungsausschnittsarchive die wichtigsten Recherchequellen.
Siehe auch:
- Filmarchiv des DFF, Wiesbaden
- Deutsches Rundfunkarchiv, Frankfurt am Main und Potsdam-Babelsberg
- Medienarchiv Bielefeld (Frank-Becker-Stiftung), Bielefeld
- Pressearchiv 20. Jahrhundert, Hamburg
- Österreichische Mediathek, Wien
- Liste von Bild- und Fotoarchiven

### Hochschularchive und Archive wissenschaftlicher Institutionen
Den Kern dieser Gruppe stellen die öffentlichen Universitätsarchive. Es zählen aber auch die Archive wissenschaftlicher Institutionen, wie wissenschaftliche Sammlungen und Museen sowie die Literaturarchive zu ihr.
Siehe auch:
- Liste der Archive von wissenschaftlichen Institutionen in Deutschland
- Archiv der Universität Wien
- Deutsches Literaturarchiv Marbach
- Goethe- und Schiller-Archiv Weimar

#### Situation in der Schweiz
In der Schweiz werden die unter dieser Gruppe gefassten Einrichtungen im Allgemeinen zwei unterschiedlichen Sparten zugeordnet: Den Hochschularchiven und den Spezialarchiven. Als Spezialarchive werden dabei Institutionen verstanden, die sich bei Ordnung und Erschließung der von ihnen verwahrten und vermittelten Unterlagen an archivarischen Methoden orientieren, diese Unterlagen aber – wie Bibliotheken oder Museen – auf dem Weg der Sammlung erlangt haben.

### „Alternative“ Archive
Zunehmend an Interesse – auch der staatlichen Archivverwaltungen – gewinnen die so genannten Archive von unten oder Archive der neuen sozialen Bewegungen wie z. B. diejenigen der Frauen-, Schwulen-, Friedens- oder Umweltschutzbewegung.